# Aulus Iulius Quadratus
Gaius Antius Aulus Iulius Quadratus war ein römischer Politiker und Senator. In den Militärdiplomen wird sein Name als Gaius Antius Iulius Quadratus angegeben.
Quadratus entstammte einer sehr wohlhabenden Familie aus Pergamon, die ihre Ursprünge auf die attalidischen Könige der Stadt sowie auf Anführer galatischer Volksstämme zurückführen konnte. Um 73/74 wurde er durch Kaiser Vespasian unter die Prätorier und damit in den Senat aufgenommen. Unter Kaiser Domitian (allerdings vor 84) war Quadratus legatus iuridicus (Gerichtsvorsitzender). Um 84/85 wurde er Prokonsul in der Provinz Creta et Cyrene. Um 89/90 bis etwa 92/93 war er Legat von Lycia et Pamphylia. Durch Militärdiplome ist belegt, dass er 94 zusammen mit Decimus Valerius Asiaticus Saturninus Suffektkonsul war. Danach war er von 100/101 bis spätestens 103/104 Statthalter von Syria. Weitere Militärdiplome belegen, dass er im Jahr 105 zusammen mit Tiberius Iulius Candidus Marius Celsus ordentlicher Konsul war. Schließlich folgte im Amtsjahr 109/110 das Prokonsulat in der Provinz Asia.
Quadratus war ein Freund des Kaisers Trajan und gehörte ab dem Jahr 100 auch der Arvalbruderschaft an. In Pergamon war er Priester des Gottes Dionysos Kathegemon. Damit knüpfte er bewusst an die attalidischen Könige der Stadt an, deren Vorrecht dieser Titel ursprünglich gewesen war. Außerdem stiftete er in seiner Heimatstadt Pergamon einen Agon zu Ehren Trajans. Dort, aber auch in Ephesos, wurden ihm zahlreiche Ehrenstatuen errichtet.
Vermutlich war er mit Gaius Iulius Quadratus Bassus, Suffektkonsul im Jahr 105, verwandt.